# Tom Drake
Tom Drake (nacido como Alfred Sinclair Alderdice; Brooklyn, Nueva York, 5 de agosto de 1918 - Torrance, California, 11 de agosto de 1982) fue un actor estadounidense, especialmente recordado por su papel protagonista en la película Meet Me in St. Louis (1944) junto a Judy Garland.
Otras de sus apariciones en películas famosas son: La señora Parkington (1944), The Green Years (1946) o Cass Timberlane (1947).